# Аппалачская музыка
Аппалачская музыка (от англ. Appalachian music) — это музыка региона Аппалачи на востоке США. Традиционная музыка Аппалачей возникла под влиянием различных факторов, включая баллады, гимны и скрипичную музыку Британских островов (особенно Шотландии), африканскую музыку и блюз ранних афроамериканцев, и в меньшей степени музыку континентальной Европы.
Впервые записанные в 1920-х годах, музыканты Аппалачей оказали ключевое влияние на раннее развитие музыки старого времени, кантри, блюграсса и рок-н-ролла, а также стали важной частью возрождения американской народной музыки в 1960-х годах. Инструменты, обычно используемые для исполнения аппалачской музыки, включают банджо, американскую скрипку, дульцимер, а позднее — гитару.
Среди ранних записанных аппалачских музыкантов Джон Карсон, G. B. Grayson, Генри Уиттер, Баском Ламар Лансфорд, the Carter Family, Кларенс Эшли и Моран Ли «Док» Боггс, все они были первоначально записаны в 1920-х и 1930-х годах. Несколько музыкантов из Аппалачей получили известность во время возрождения фолка в 1950-х и 1960-х годах, в том числе Джин Ричи, Роско Холкомб, Ола Белль Рид, Лили Мэй Ледфорд, Хеди Уэст и Док Уотсон. Исполнители кантри и блюграсса, такие как Лоретта Линн, Рой Экафф, Долли Партон, Эрл Скраггс, Чет Аткинс, The Stanley Brothers и Дон Рино, испытали сильное влияние традиционной музыки Аппалачей.

## История
Иммигранты из Англии, Шотландии и Северной Ирландии прибыли в регион Аппалачи в 17 и 18 веках (многие из Ольстера были «ольстерскими шотландцами», чьи предки происходили из южной Шотландии и северной Англии), включая Камберленд, и принесли с собой музыкальные традиции этих регионов, состоящие в основном из английских и шотландских баллад, которые по сути были повествованиями без сопровождения, и танцевальной музыки, такой как рилы, которые сопровождались скрипкой.
Многие аппалачские баллады, такие как «Pretty Saro», «The Cuckoo», «Pretty Polly» и «Matty Groves», происходят из английской балладной традиции и имеют там известные предшественники. Другие песни, популярные в Аппалачах, такие как «Young Hunting», «Лорд Рэндэл» и «Bonny Barbara Allan», имеют низинные шотландские корни. Многие из них являются версиями знаменитых Баллад Чайлда, собранных Фрэнсисом Джеймсом Чайлдом в девятнадцатом веке. Танцевальная мелодия «Cumberland Gap» может быть получена из мелодии, сопровождающей шотландскую балладу «Bonnie George Campbell». По словам музыковеда-фольклориста Сесила Шарпа (1859—1924), баллады Аппалачей, включая их мелодии, в целом были наиболее похожи на баллады «севера Англии или низменностей, а не высокогорья Шотландии, как страны, из которой они [люди] первоначально мигрировали. Поскольку мелодии Аппалачей … имеют гораздо больше сходства с обычной английской народной мелодией, чем с мелодией говорящего на гэльском языке горца с севера шотландского нагорья».

## Влияние
Исполнители некоторых направлений музыки, испытали определённое влияние традиционной музыки Аппалачей.

### Кантри
Бристольские сессии 1927 года называют «Большим взрывом музыки кантри», а некоторые историки музыки считают их началом современного жанра кантри. Популярность таких музыкантов, как Carter Family, которые впервые записались на этих сессиях, доказала руководителям индустрии, что существует рынок для «горной» или «деревенской» музыки (hillbilly music). Другими влиятельными звукозаписывающими сессиями 1920-х годов в Аппалачах были сессии в Джонсон-Сити и Ноксвилл. Ранняя музыка кантри (конец 1920-х — начало 1930-х годов) обычно состояла из скрипок и банджо и преобладающего формата струнной группы, что отражает её аппалачские корни. Во многом благодаря успеху Grand Ole Opry к 1940 году центр кантри-музыки переместился в Нашвилл. В последующие десятилетия, когда индустрия кантри пыталась продвинуться в мейнстрим, музыканты и руководители индустрии стремились подчеркнуть связи жанра с Аппалачами, в частности, отказавшись от термина «hillbilly music» в пользу «кантри». В конце 1980-х годов такие исполнители, как Долли Партон, Рики Скэггс и Дуайт Йокам, помогли вернуть традиционное влияние Аппалачей в музыку кантри.

### Блюграсс
Блюграсс развился в 1940-х годах из смеси нескольких типов музыки, включая старинную музыку, кантри и блюз, но особенно горных струнных групп, которые, в свою очередь, развились из ансамблей банджо и скрипок. Создание музыки часто приписывают Биллу Монро и его группе Blue Grass Boys. Одна из определяющих характеристик блюграсса — быстрый темп игры на банджо тремя пальцами — была разработана банджоистом Монро, уроженцем Северной Каролины Эрлом Скраггсом. Позже, будучи членом группы Flatt and Scruggs and the Foggy Mountain Boys, Скраггс написал «Foggy Mountain Breakdown», одну из самых известных инструментальных композиций в стиле блюграсс. Популярность блюграсса быстро росла среди многочисленных музыкантов Аппалачей, включая The Stanley Brothers, Osborne Brothers и Джимми Мартина, и хотя на него повлияли различные музыкальные формы как внутри региона, так и за его пределами (сам Монро был родом из Западного Кентукки), он часто ассоциируется с Аппалачами и исполняется наряду со старинной и традиционной музыкой на аппалачских народных фестивалях.

### Поп-музыка
Музыка Аппалачей также оказала влияние на ряд музыкантов за пределами региона. В 1957 году британский исполнитель скиффла Лонни Донеган достиг вершины британских чартов со своей версией фолк-песни Аппалачей «Cumberland Gap», а в следующем году Kingston Trio попало в американские чарты под номером один со своей версией баллады Северной Каролины «Tom Dooley». Участник группы Grateful Dead Джерри Гарсиа часто исполнял такие аппалачские песни, как «Shady Grove» и «Wind and Rain», и говорил, что научился стилю игры на банджо клаухаммер, «слушая Кларенса Эшли». Боб Дилан, который также исполнял ряд аппалачских народных песен, считал Роско Холкомба «одним из лучших», а гитарист Эрик Клэптон считал Холкомба «любимым» кантри-музыкантом.

### Классика
Композиторы классической музыки Ламар Стрингфилд и Курт Вайль использовали аппалачскую фолк-музыку в своих композициях, и именно этот регион был местом действия балета «Весна в Аппалачах» (1944) американского композитора и дирижера Аарона Копленда.

## Фестивали
В первую неделю августа ежегодно в местечке Clifftop (Фейетт, Западная Виргиния) пять дней подряд проходит фестиваль аппалачской музыки Appalachian String Band Music Festival.
Фестиваль The Fall Festival and Pig Roast («Осенний фестиваль и жаркое из свиньи») был организован Музыкальной ассоциацией Аппалачского нагорья AHMA (The Appalachian Highlands Music Association) для сохранения старинной аппалачской музыки. Фестиваль собирал в основном публику из Западной Вирджинии, но также в нем участвовали жители из Огайо, Мэриленда, Алабамы и Вирджинии. В фестивале приняли участие такие группы, как Country Charm и Country Pride из Принстона, и Gospel Grass из Блуфилда и Принстона. Последний раз этот фестиваль проводился в 2013 году.